# Gila River
Gila River, Gila – rzeka w Stanach Zjednoczonych Ameryki Północnej, przepływająca przez stany Nowy Meksyk i Arizonę, dopływ rzeki Kolorado.
Rzeka ma długość 1044 kilometrów (649 mil), powierzchnię dorzecza 150,7 tys. km². Źródła rzeki znajdują się w Gila Hot Springs i Gila Cliff Dwellings National Monument w południowo-zachodniej części Nowego Meksyku (Hrabstwo Sierra). Źródła są w masywie Black Range będącym jednocześnie kontynentalnym działem wodnym Oceanu Atlantyckiego i Pacyfiku.
Z całej długości 1044 km tylko 56 km znajduje się w Nowym Meksyku, a w pozostałej części płynie przez południowe tereny Arizony.

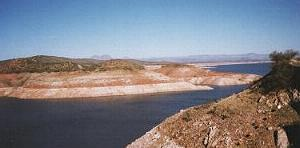
Jezioro San Carlos utworzone na Gila River przez tamę Coolidge Dam

Przepływ charakteryzuje się dużymi wahaniami rocznymi, zdarzały się okresowe wyschnięcia koryta i dlatego na rzece znajdują się trzy tamy (Ashurst-Hayden Dam, Coolidge Dam, Painted Rock Dam) tworzące zbiorniki retencyjne zabezpieczające przed powodziami oraz magazynujące wodę będące źródłem wody w pitnej dla okolicznej ludności.
Rzeka Gila, w swym środkowym biegu, przepływa w przez rezerwat Gila River Indian Reserwation zamieszkały przez Indian Pima i Maricopa.
Do 1853 roku rzeka stanowiła granicę pomiędzy Meksykiem a Stanami Zjednoczonymi i dopiero w wyniku Zakupu Gadsdena granica została przesunięta na południe, a powierzchnia Arizony i Nowego Meksyku wzrosła o 76 770 km².